# درکی (سروآباد)
درکی (سروآباد)، روستایی از توابع بخش مرکزی شهرستان سروآباد در استان کردستان ایران است.

## جمعیت
این روستا در دهستان کوسالان قرار دارد و براساس سرشماری مرکز آمار ایران در سال ۱۳۸۵، جمعیت آن ۱٬۶۴۳ نفر (۳۴۳خانوار) بوده‌است.

## وضعیت جفرافیایی و آب و هوا
قرار گرفتن روستا در داخل رشته کوه زاگرس باعث شده است که در فصل بهار و تابستان هوای خنک و مطبوعی داشته باشد هرچند که در فصل های سرد سال دارای بارش های عمدتا به صورت برف و بیشتر از میانگین استان کردستان را دارا است. وجود قله های با ارتفاع بیشتر از 2800 متر در اطراف روستا مانند کوه عودالان و کوه دالانی این روستا را به یکی ازجاذبه های کوهنوردی در سطح استان تبدیل نموده است (ایرانی و همکاران، 1396).

## اهمیت تاریخی و استراتژیکی روستای درکی
عبدالله بن عبدالعزیز شیدای مردوخی در کتاب سلاطین هورامان اشاره می کند که بسیاری از سلاطین هورامان از جمله عباسقلی سلطان، حسن سان و برزون بیگ این روستا را به عنوان مرکز حکمرانی و یا محل ییلاقی خویش قرار داده اند. همچنین در زمان جنگ تحمیلی ایران با عراق یه علت قرار گرفتن روستا در نقطه صفر مرزی اهمیت سوق الجیشی زیادی در این مدت پیدا نموده بود که به همین دلیل در طول هشت سال جنگ این روستا در زیر شدیدترین حملات هواپیما و توپ های دوربرد رژیم عراق می گرفت.